# Evan Mobley
Evan Mobley (San Diego, 18 de junho de 2001) é um jogador norte-americano de basquete profissional que atualmente joga no Cleveland Cavaliers da National Basketball Association (NBA).
Ele jogou basquete universitário por USC e foi selecionado pelos Cavaliers como a terceira escolha geral no draft da NBA de 2021.

## Início da vida e carreira no ensino médio
Mobley, junto com seu irmão mais velho, Isaiah, começou a jogar basquete desde cedo sob a orientação de seu pai, Eric, um ex-jogador de basquete. Evan estava inicialmente relutante em jogar basquete, mas ficou mais interessado no esporte na oitava série, quando tinha 1,93 m. Mobley começou a jogar basquete no ensino médio no Rancho Christian School em Temecula, Califórnia. Em seus primeiros três anos, ele foi companheiro de equipe de seu irmão Isaiah, um recruta cinco estrelas na classe de 2019.
Em seu terceiro ano, Mobley teve médias de 19,2 pontos, 10,4 rebotes e 4,7 bloqueios. Ele foi nomeado o Jogador do Ano da California e Jogador do Ano pela The Press-Enterprise. Em sua última temporada, ele teve médias de 20,5 pontos, 12,2 rebotes, 5,2 bloqueios e 4,6 assistências e levou a equipe a um recorde de 22-8. Ele ganhou mais uma vez o Prêmio de Jogador do Ano da California, juntando-se a Jrue Holiday como o único bicampeão do prêmio.

### Recrutamento
Mobley foi considerado um recruta de cinco estrelas e um dos três melhores jogadores da classe de recrutamento de 2020.
Em 5 de agosto de 2019, ele se comprometeu a jogar basquete universitário na USC. Mobley se tornou um dos jogadores mais bem classificados a participar do programa.
| Nome | Cidade Natal                       | Escola                       | Altura             | Peso           | Data                |
| --- | ---------------------------------- | ---------------------------- | ------------------ | -------------- | ------------------- |
| Evan Mobley C | Murrieta, CA                       | Rancho Christian School (CA) | 7 ft 0 in (2,13 m) | 205 lb (93 kg) | 5 de agosto de 2019 |
| Evan Mobley C | Recrutamento: Rivals: Scout: ESPN: |                              |                    |                |                     |
| Rankings: Rivals: 4º \| 247Sports: 3º \| ESPN: 3º |                                    |                              |                    |                |                     |
| - Nota: Em muitos casos, Scout, Rivals, 247Sports e ESPN podem entrar em conflito em suas listas de altura e peso, nestes casos, a média foi obtida. - Fonte: |                                    |                              |                    |                |                     |

## Carreira universitária
Em sua estreia universitária pela USC em 25 de novembro de 2020, Mobley registrou 21 pontos e 9 rebotes na vitória por 95-87 contra California Baptist. Em 11 de março de 2021, nas quartas de final do Torneio da Pac-12, ele registrou 26 pontos, nove rebotes e cinco bloqueios na vitória por 91-85 sobre Utah. Em uma derrota nas semifinais por 72-70 para Colorado, Mobley teve 26 pontos, 9 rebotes e 5 bloqueios.
Como calouro, ele teve médias de 16,4 pontos, 8,7 rebotes, 2,8 bloqueios e 2,4 assistências. Mobley foi nomeado o Jogador do Ano, Jogador Defensivo do Ano e Calouro do Ano da Pac-12. Ele se tornou o segundo jogador de uma grande conferência a ganhar o trio de prêmios, juntando-se a Anthony Davis da SEC em 2012.
Em 16 de abril de 2021, Mobley se declarou para o draft da NBA de 2021, renunciando à elegibilidade universitária restante. Ele foi visto por muitos como o segundo melhor prospecto no draft, atrás apenas de Cade Cunningham.

## Carreira profissional

### Cleveland Cavaliers (2021–Presente)
Mobley foi selecionado como a terceira escolha geral pelo Cleveland Cavaliers no draft da NBA de 2021. Em 3 de agosto de 2021, ele assinou um contrato de 4 anos e US$ 36 milhões com os Cavs.
Em 8 de agosto de 2021, ele estreou na Summer League com uma derrota por 84-76 contra o Houston Rockets e registrou 12 pontos, cinco rebotes e três bloqueios em 28 minutos. Em 20 de outubro, Mobley fez sua estreia na NBA com 17 pontos, nove rebotes e seis assistências na derrota por 132-121 para o Memphis Grizzlies.
Em 15 de novembro, ele sofreu uma torção no cotovelo direito na derrota por 98-92 para o Boston Celtics. Mobley foi nomeado o Novato do Mês da Conferência Leste por jogos disputados em outubro/novembro. Em 8 de dezembro, ele se tornou o primeiro novato dos Cavs desde LeBron James em março de 2004 a registrar 5 bloqueios em um jogo.
Sendo titular em todos os 69 jogos que disputou, Mobley terminou a temporada com médias de 15,0 pontos, 8,3 rebotes, 2,5 assistências e 1,7 bloqueios. Ele liderou os novatos em média de rebotes e bloqueios e foi o quinto em pontos. Mobley terminou como vice-campeão do Prêmio de Novato do Ano, perdendo para Scottie Barnes.
Em 21 de janeiro de 2023, Mobley marcou um recorde pessoal de 38 pontos, juntamente com nove rebotes e três assistências, em uma vitória por 114-102 sobre o Milwaukee Bucks. Ele se tornou apenas o quarto jogador desde 1979, quando a linha de três pontos foi adotada, a marcar pelo menos 38 pontos sem converter um lance livre ou arremesso de três pontos. Hakeem Olajuwon, Alex English (duas vezes) e George Gervin são os outros. Em 17 de abril, Mobley terminou em terceiro na votação para o Prêmio de Jogador Defensivo do Ano. Em 9 de maio, Mobley foi nomeado para a Primeira Equipe Defensiva da NBA.
Em 28 de novembro de 2023, Mobley registrou 17 pontos, 19 rebotes e 7 bloqueios em uma vitória por 128-105 sobre o Atlanta Hawks durante o último jogo da equipe na Copa NBA, estabelecendo um recorde na temporada em bloqueios e um recorde pessoal em rebotes. Em 15 de dezembro, os Cavaliers anunciaram que Mobley passaria por uma cirurgia artroscópica no joelho esquerdo para tratar o desconforto em seu joelho, que o havia deixado de fora dos quatro jogos anteriores da equipe, estimando que ele ficaria em recuperação por aproximadamente seis a oito semanas.

## Estatísticas da carreira

### NBA

#### Temporada Regular
| Ano      | Equipe    | PJ  | PT  | MPJ  | AP   | 3P   | LL   | RT  | AS  | BR | TO  | PPJ  |
| -------- | --------- | --- | --- | ---- | ---- | ---- | ---- | --- | --- | -- | --- | ---- |
| 2021–22  | Cleveland | 69  | 69  | 33.8 | .508 | .250 | .663 | 8.3 | 2.5 | .8 | 1.7 | 15.0 |
| 2022–23  | Cleveland | 79  | 79  | 34.4 | .554 | .216 | .674 | 9.0 | 2.8 | .8 | 1.5 | 16.2 |
| 2023–24  | Cleveland | 50  | 50  | 30.6 | .580 | .373 | .719 | 9.4 | 3.2 | .9 | 1.4 | 15.7 |
| Carreira | Carreira  | 198 | 198 | 32.9 | .547 | .279 | .685 | 8.9 | 2.8 | .8 | 1.5 | 15.6 |

### Universidade
| Ano     | Equipe | PJ | PT | MPJ  | AP   | 3P   | LL   | RT  | AS  | BR  | TO  | PPJ  |
| ------- | ------ | -- | -- | ---- | ---- | ---- | ---- | --- | --- | --- | --- | ---- |
| 2020–21 | USC    | 33 | 33 | 33.9 | .578 | .300 | .694 | 8.7 | 2.4 | 0.8 | 2.9 | 16.4 |

## Prêmios e Homenagens
NBA
- NBA All-Star: 2025
- Jogador Defensivo do Ano da NBA: 2025[31]
- All-NBA Team:
  - Segundo Time: 2025[32]
- 2x NBA All-Defensive Team:
  - Primeiro Time: 2023, 2025[33]

## Vida pessoal
O pai de Mobley, Eric, jogou basquete universitário no Cal Poly Pomona e Portland e jogou profissionalmente na China, Indonésia, México e Portugal. Mais tarde, ele treinou na Amateur Athletic Union (AAU) por 11 anos. Em 2018, ele foi contratado como assistente técnico de basquete da USC. O irmão mais velho de Evan, Isaiah Mobley, também jogou pela USC. Ele entrou no draft da NBA de 2022 e foi selecionado pelos Cavaliers como a 49º escolha geral, juntando-se ao irmão. Sua mãe, Nicol, é professora primária. Mobley cresceu com três irmãos adotivos, incluindo um estudante de intercâmbio chinês chamado Johnny.